# Ингиголо (Комо)
Ингиголо је насеље у Италији у округу Комо, региону Ломбардија.
Према процени из 2011. у насељу је живело 16 становника. Насеље се налази на надморској висини од 421 м.